# Еразмо Јамски
Еразмо Јамски односно Еразмо од Лега је био витез и племић који је у XV веку управљао Предјамским Градом недалеко од Постојине у Словенији. Чувен је по свом вишемесечном одолевању опсади војске Светог римског царства и својом трагичном погибијом. Данас се у спомен на њега током августа сваке године одиграва Еразмов витешки турнир на коме учествују модерни витезови.

## Порекло
Еразмо је припадао породици Јамских која је управљала Предјамским Градом од 1274. годину, као вазал бискупа Аквилеје.
Породица је по Граду добила име Јамски односно Предјамски, а водила је порекло од породице витезова из Линца који су служили грофове Горичке.

## Име
Поред назива Еразмо Јамски у литератури се могу наћи и називи:
- Еразмо Предјамски
- Еразмо од Јаме/Предјаме
- Еразмо Легер (од немачког назива за Предјаму Лег)
- Еразмо од Лега

## Живот
Еразмо је наследио Предјамски Град и околину и управљао је њиме средином XV века. Међутим он се нашао у немилости тадашњег светог римског цара Фридриха III Хабсубуршког због чега је позван да се оправда. Историјски подаци откривају два разлога за то:
1. Еразмово повезивање са Фридриховим непријатељем и конкурентом мађарским краљем Матијом Корвином
2. Еразмово убиство једног царевог рођака.

Изгледа да је Еразмо био ухваћен или је требало да буде ухваћен, али му је помогао његов друг и земљак (рођен у Випави), тадашњи војсковођа Светог римског царства Андреас Бојмкирхнер, да се докопа слободе и побегне у Корушку. Еразмо се потом повукао у свој замак из кога је почео да изводи хајдучке нападе на околне крајеве који су се налазили у саставу Светог римског царства. Ови догађаји су се одиграли пре 1471. године када је Андреас умро у Грацу(23.04.).
Еразмови напади толико су узнемиравали његове суседе да је на крају на њега кренуо гувернер Трста Гашпар Равбар са војском Светог римског царства решен да коначно приведе Еразма Фридриховој правди. Народна традиција је забележила и да Равбар није знао где се налази Предјамски Град, да би га на крају сам Еразмо довео до Града правећи намерне испаде и остављајући за собом очигледне трагове.

### Опсада и погибија
Почетком 1484. године отпочела вишемесечна неуспешна опсада Предјамског Града коју је предводио Гашпар са својим војницима и четири тешка топа. Опсада је трајала током целе зиме и пролећа јер се Гашпар надао да ће успети да изгладни опсађене, али се десило супротно. Пећина која се налазила иза замка крила је у себи тајне пролазе којима су Еразмови људи излазили из утврде и допремали залихе хране и намерница у град. Пркосећи опсадиоцима Еразмо им је за фашник катапултирао печеног вола. Касније им је за Васкрс послао печено јагње, да би потом наставио да слугу који је са собом Тршћанском гувернеру доносио разна јела (дивљач, рибу, па чак и прве трешње када су сазреле).
На крају је Гашпар решио да поткупи слугу да му помогне у убиству Еразма. У саставу Предјамског Града се као издвојена мала грађевина над провалијом налазио нужник до кога се стизало само преко малог моста. Слуга је прво заставицом означио тоалет, да би једне ноћи када је Еразмо отишао у тоалет, поткупљени слуга опсадиоцима дао светлостни сигнал свећом, након чега су они отворили ватру из топова и пројектилима разнели тоалет са све Еразмом у њему, након чега се град предао. У народном предању је сачувано и да Еразмо није погинуо од топовских ђулади, већ од стења које се због дејства артиљерије срушило на полусрушени тоалет.
Еразмо је, према легенди, сахрањен недалеко од Града поред мале готске цркве из XV века под липом, која се данас назива Еразмова липа.